# Wilderinkshoek
In het zuidwesten van Hengelo ligt de wijk Wilderinkshoek. Deze wijk bestaat uit vier woonbuurten, te weten: Tuindorp 't Lansink (buurt 61), Tuindorp Zuid (buurt 62), De Nijverheid (buurt 64) en Vikkerhoek (buurt 65). Daarnaast valt bedrijventerrein Twentekanaal (drie deelterreinen) ook gedeeltelijk onder deze wijk. Aan de noordkant wordt de wijk begrensd door de spoorlijn Hengelo-Zutphen. De westkant en het zuiden lopen over in het buitengebied en worden begrensd door de snelweg A35. De oostkant wordt begrensd door het 1e gedeelte van de Industriestraat, de Loweg en de Boekelose weg.

## Voorzieningen
Wilderinkshoek kent met een deel van het bedrijventerrein Twentekanaal veel bedrijvigheid. De wijk zorgt voor ruim een kwart van alle werkgelegenheid in Hengelo. De wijk heeft naast veel bedrijvigheid een aantal voorzieningen, waaronder een apotheek, twee buurtcentra, twee kinderdagverblijven, vier basisscholen en twee scholen voor voortgezet onderwijs.

## Bevolking
De wijk Wilderinkshoek telt in totaal 10.066 inwoners (1 januari 2009). De woonbuurt Nijverheid telt de meeste inwoners (4504) en Vikkerhoek is met 852 inwoners de kleinste woonbuurt van de wijk. Het aantal inwoners op de drie bedrijventerreinen Twentekanaal is met 114 gering.